# Стржеминский, Владислав Максимилианович
Владислав Максимилианович Стржеминский, также Стшеминьский (пол. Władysław Strzemiński, бел. Уладзіслаў Страмінскі; 9 [21] ноября 1893[…], Минск — 26 декабря 1952[…], Лодзь, Лодзинское воеводство) — белорусский и польский художник, авангардист, теоретик унизма в абстрактном искусстве. Участник Первой мировой войны (в частности, принимал участие в обороне крепости Осовец), георгиевский кавалер.

## Жизнь и творчество

### Военный
Родился в семье польского дворянина и подполковника Русской императорской армии Максимилиана Бенедикта Стржеминского. Мать — Ева Розалия, урождённая Олехнович.
Отец считал для сына единственной достойной карьерой военную, и в 1904 году 11-летний Владислав был отдан в 3-й Московский кадетский корпус (c 1908 — 3-й Московский Императора Александра II кадетский корпус). Окончив обучение в 1911, поступил в Николаевское инженерное училище в Петербурге. Окончил училище в 1914 году с присвоением звания инженерного подпоручика. В июле того же года получил назначение в Осовецкую крепостную сапёрную роту, где его и застало начало войны.
С началом военных действий в районе крепости продолжалось строительство новых и укрепление старых позиций. Осовецкая крепостная сапёрная рота была усилена составом и развёрнута в две отдельные роты: 1-ю и 2-ю. Подпоручик Стржеминский назначается во 2-ю роту. Оказавшись на выступе фронта в полуокружении, с сентября 1914 гарнизон был вынужден жить под бомбёжками и атаками противника, в том числе отразить два генеральных штурма в сентябре 1914 и в феврале — марте 1915. 19 июля 1915 года был награждён орденом Св. Станислава 3-й степени с мечами и бантом.
Вспоминая много лет спустя осаду крепости, Стржеминский охарактеризует повседневную жизнь в Осовце как место «голода, зловония и особо злобных вшей» (пол. «głodu, smrodu i powszechnie pleniącej się wszawicy»).
24 июля (6 августа) 1915 года немцы начали третий генеральный штурм крепости, который предварили массированной газобаллонной атакой хлором. В самоотверженной контратаке поражённых газом защитников крепости отличилась 13-я рота с примкнувшими к ним солдатами и офицерами крепостного гарнизона под командованием подпоручика Котлинского. За событиями того дня в публицистике позднее закрепилось название «Атака мертвецов». Ротный журнал боевых действий за тот день в том числе указывает: «В конце этой лихой атаки подпоручик Котлинский был смертельно ранен и передал командование 13-й ротой подпоручику 2-й Осовецкой саперной роты Стрежеминскому, который завершил и окончил столь славно начатое подпоручиком Котлинским, дело».
Следующим днём 25 июля (7 августа) датируется Высочайший указ о присвоении подпоручику Стржеминскому Владиславу Максимилиановичу Георгиевского оружия.
После оставления Осовца 2-я сапёрная рота была переформирована в 39-ю Отдельную сапёрную роту и к весне 1916 находилась на позициях под Першаями, ныне территория Першайского сельсовета в Республике Беларусь. В ночь с 6 на 7 мая 1916, во время миномётного обстрела русских позиций, одна из мин попала в траншею, где находился взвод Стржеминского. От близкого взрыва тот получил множественные тяжёлые ранения. В полевом госпитале ему вынуждены были ампутировать правую ногу целиком и левую руку по локоть. Были также поражены глаза, правый впоследствии так и не восстановился полностью. После операции Стржеминский был эвакуирован в Москву для дальнейшего лечения.
24 мая (6 июня) по предыдущему представлению был подписан Высочайший приказ о присвоении Стржеминскому ордена Святого Георгия 4-й степени.

### Художник в России
Лечение и восстановление двигательных функций проходило долго и трудно. Стржеминского долго мучили фантомные боли в ампутированных конечностях. Он также испытывал боль от протезов и до конца жизни вынужден был ходить только на костылях. Став в 22 года полным инвалидом, Стржеминский должен был стараться найти новую цель в жизни.
Сестрой милосердия в офицерском отделении госпиталя работала добровольцем 18-летняя Екатерина (Катажина) Кобро, дочь состоятельного судовладельца из русских немцев Николая фон Кобро (мать — урождённая Евгения Розанова).

### После революции
После Октябрьской революции в 1918—1920 годы руководил отделом искусства в Народном комиссариате просвещения (Наркомпрос) РСФСР и одновременно преподаёт вместе с В. Е. Татлиным на СВОМАСе (Свободных Художественных Мастерских). В эти годы был активным сторонником прокламируемого К. С. Малевичем супрематизма. В 1920—1921 годах организовал и руководил в Смоленске филиалом группы УНОВИС.

### Художник в Польше и Белоруссии

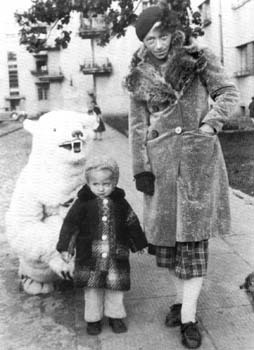
Екатерина (Катажина) Кобро (1898—1951) с дочерью Никой Стржеминьской (1936—2001)

В 1922 году, вместе с женой, скульптором Катажиной Кобро, переезжает из РСФСР в Польшу. В 1924 году В.Стржеминский и Кобро принимают участие в организации варшавской авангардистской группы «Блок», издававшей и одноимённый журнал. В нём художник впервые изложил свои мысли на тему создания нового авангардистского течения «унизм», окончательно оформленного в изданной им в 1928 году книге «Унизм в живописи».
С сентября 1939 до мая 1940, прячась от начавшейся войны, вместе с семьёй жил в городе Вилейка, теперь на территории Белоруссии. Работал в местной гимназии. В Вилейке Стржеминский создал первый из военных циклов рисунков под названием «Западная Беларусь».
Затем, используя немецкие корни жены, семья возвращается в Лодзь, к тому времени оккупированную нацисткой Германией.
После войны снова на преподавательской работе. В 1950 году был приказом министра культуры отстранён от преподавания за несоответствие догмам социалистического реализма.
Похоронен на Старом кладбище в Лодзи.

## Унизм
Унизм, согласно Стржеминскому, являлся дальнейшим развитием супрематизма и требовал при создании полотен отказа от множественности форм изображения, дабы сохранить его единство. Множественность форм, как считал художник, «разрывает» единство картины. Вместо органического единства композиции таким образом образуется механический конгломерат нестыкуемых между собой объектов. Присущую его прежним работам многоцветность В.Стржеминский меняет в 30-е годы на светлую однотонность изображения.

## Признание

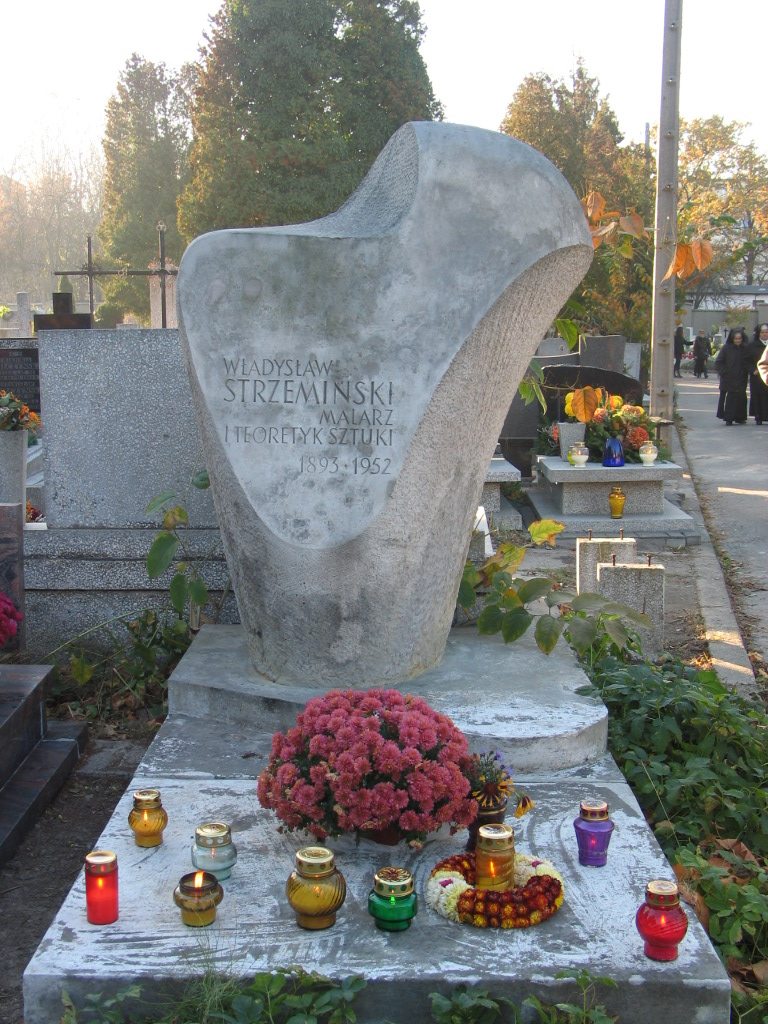
Могила Владислава Стржеминского, Лодзь

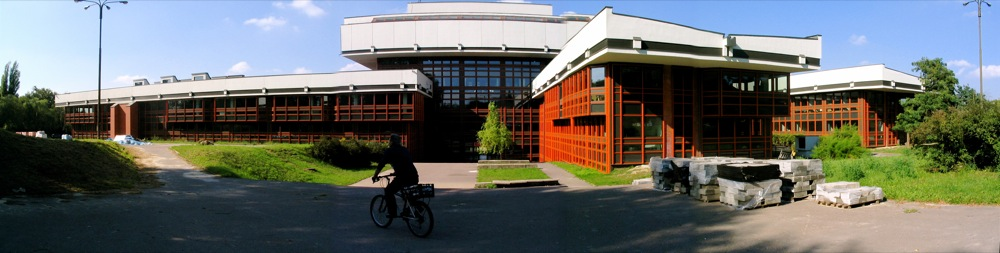
Здание Академии изобразительных искусств в Лодзи

- Академия изящных искусств в Лодзи носит имя художника.
- В мае 2013 года в Вилейке установлена скульптурная композиция, посвящённая памяти Стржеминского[15].

В России работы представлены в собраниях Государственного Русского музея и Самарского областного художественного музея.